# Metallurg Pernik
Metallurg Pernik byl hokejový klub z Perniku, který hrával Bulharskou hokejovou ligu. Klub byl založen roku 1957. Jejich domovským stadionem je Zimní stadion Metalurg.

## Úspěchy
- Bulharská liga ledního hokeje : 1968, 1970